# Frontera entre Itàlia i Croàcia
La frontera entre Itàlia i Croàcia es la frontera internacional entre Itàlia i Croàcia, estats integrats la Unió Europea i l'espai Schengen. És íntegrament marítima dins del mar Adriàtic i està definida arran d'un tractat bilateral entre Itàlia i la República Socialista Federal de Iugoslàvia signat el 1968.
L'extremitat Nord ha estat revisada després de la dissolució de Iugoslàvia i la independència d'Eslovènia en 1991 amb una disputa sobre la badia de Piran. El trifini amb la frontera albanesa no està pas clarament delimitada per tractat. Es va produir un conflicte al sud de la frontera a propòsit de la frontera amb Sèrbia i Montenegro a les Boques de Kotor.

## Traçat
L'itinerari es defineix per l'acord entre Itàlia i Iugoslàvia relatiu a la delimitació de la plataforma continental entre els dos països del mar Adriàtic signat el 8 de gener de 1968
La frontera té en comptr l'illa croata de Palagruža en mig de l'Adriàtic que constitueix un disc de sobirania de 12 milles nàutiques.
- Punt 01 : 45° 27'.2 N, 13° 12'.7 E
- Punt 02 : 45° 25'.9 N, 13° 11'.4 E
- Punt 03 : 45° 20'.1 N, 13° 06'.1 E
- Punt 04 : 45° 16'.8 N, 13° 03'.8 E
- Punt 05 : 45° 12'.3 N, 13° 01'.2 E
- Punt 06 : 45° 11'.1 N, 13° 00'.5 E
- Punt 07 : 44° 58'.5 N, 13° 04'.7 E
- Punt 08 : 44° 46'.1 N, 13° 06'.1 E
- Punt 09 : 44° 44'.3 N, 13° 06'.8 E
- Punt 10 : 44° 30'.0 N, 13° 08'.1 E
- Punt 11 : 44° 28'.6 N, 13° 11'.0 E
- Punt 12 : 44° 27'.9 N, 13° 11'.7 E
- Punt 13 : 44° 17'.8 N, 13° 28'.3 E
- Punt 14 : 44° 12'.5 N, 13° 37'.9 E
- Punt 15 : 44° 10'.8 N, 13° 40'.0 E
- Punt 16 : 44° 00'.5 N, 14° 00'.9 E
- Punt 17 : 43° 57'.5 N, 14° 05'.0 E
- Punt 18 : 43° 54'.0 N, 14° 10'.3 E
- Punt 19 : 43° 43'.0 N, 14° 21'.4 E
- Punt 20 : 43° 40'.3 N, 14° 23'.5 E
- Punt 21 : 43° 38'.4 N, 14° 24'.5 E
- Punt 22 : 43° 26'.4 N, 14° 26'.4 E
- Punt 23 : 43° 31'.6 N, 14° 30'.4 E
- Punt 24 : 43° 29'.7 N, 14° 32'.0 E
- Punt 25 : 43° 25'.2 N, 14° 34'.9 E
- Punt 26 : 43° 13'.0 N, 14° 46'.0 E
- Punt 27 : 43° 10'.6 N, 14° 47'.9 E
- Punt 28 : 43° 03'.8 N, 14° 54'.5 E
- Punt 29 : 43° 00'.8 N, 14° 57'.9 E
- Punt 30 : 42° 59'.2 N, 15° 00'.7 E
- Punt 31 : 42° 47'.9 N, 15° 09'.5 E
- Punt 32 : 42° 36'.8 N, 15° 21'.8 E
- Punt 33 : 42° 29'.5 N, 15° 44'.8 E
- Punt 34: Situat a 12 milles del far de l'illa de Pelagosa, a 103 graus del propi far 
  - La línia de delimitació de Punt 34 al Punt 35 és un cercle d'un radi de 12 milles del Far de Palagruža.
- Punt 36: Situat a 12 milles de phare de l'île de Pelagosa, sobre l'aliniament del far de l'illa de Pelagosa al far de Vieste.
  - La línia de delimitació del Punt 35 al Punt 36 segueix un cercle d'un radi de 12 milles de l'illot de Caiola.
- Punt 36: situat a 12 milles de l'illot de Caiola sobre l'aliniament del far de l'illa de Pelagosa al Punt 37.
- Punt 37 : 42° 16'.0 N, 16° 37'.1 E
- Punt 38 : 42° 07'.0 N, 16° 56'.8 E
- Punt 39 : 41° 59'.5 N, 17° 13'.0 E
- Punt 41 : 41° 50'.2 N, 17° 37'.0 E
- Punt 42 : 41° 38'.5 N, 18° 00'.0 E
- Punt 43 : 41° 30'.0 N, 18° 13'.0 E